# Revealed Recordings
Revealed Recordings là một hãng thu âm có trụ sở tại Breda, Hà Lan thành lập vào ngày 11 tháng 4 năm 2010 bởi nhà sản xuất âm nhạc điện tử DJ Hardwell. Hãng thu âm Revealed chủ yếu tập trung vào dòng nhạc điện tử (EDM). Ngay sau khi thành lập, Dyro và Dannic gia nhập hãng thu âm này.

Hãng thu âm Revealed (Revealed Recordings)

Hiện nay, Revealed được công nhận là một trong những hãng phát hành nhạc điện tử hay nhất thế giới với top 10 BXH nhạc EDM của Beatport. Một trong những bài hát thành công nhất của hãng là "Apollo" của Hardwell và Amba Shepherd, đứng đầu Beatport top 100 trong 13 ngày liên tiếp trong tháng 12 năm 2012. Hai tháng sau, The Code của W&W và Ummet Ozcan đạt vị trí số 1. Các ca khúc đỉnh điểm khác của hãng thu âm trên BXH Top 100 của Beatport bao gồm: Mystica bởi Blasterjaxx, Blueprint bởi Sick Individuals và  Dannic, và Burn bởi KSHMR và DallasK.
Các đĩa đơn thành công nhất của hãng trên các bảng xếp hạng ở Hà Lan là "Apollo" bởi Hardwell và Amba Shepherd. Năm 2014, đĩa đơn "Dare You" là một trong những bài hát tên tuổi trên toàn cầu, bài hát này lọt vào BXH UK Singles Chart và đứng vị trí thứ 18. "Dare You" cũng đã được sử dụng trên các quảng cáo cho các chương trình truyền hình như Strictly Come Dancing.
Năm 2015, Revealed Recordings phát sóng chương trình "Revealed Radio". Đài Revealed Radio, mỗi tuần một nghệ sĩ trong hãng thu âm (Revealed) sẽ đảm nhận nhiệm vụ phát sóng. Hardwell đã được dành riêng để kiểm soát chương trình đầu tiên với 1 bộ đĩa đơn độc quyền mới nhất. Revealed Radio phát sóng vào ngày 6 tháng 3 năm 2015.
Các đĩa đơn được phát hành (Danh mục theo thứ tự):
Album tổng hợp của hãng:
| Albums                                                                           | Chi tiết                                                                                           |
| -------------------------------------------------------------------------------- | -------------------------------------------------------------------------------------------------- |
| Hardwell presents Revealed Volume 1                                              | -Phát hành: 29 tháng 10 năm 2010 -Hãng thu âm: Revealed -Định dạng: CD kĩ thuật số, tải trực tuyến |
| Hardwell presents Revealed Volume 2                                              | -Phát hành: 22 tháng 7 năm 2011 -Hãng thu âm: Revealed -Định dạng: CD kĩ thuật số, tải trực tuyến  |
| Hardwell presents Revealed Volume 3                                              | -Phát hành: 6 tháng 7 năm 2012 -Hãng thu âm: Revealed -Định dạng: CD kĩ thuật số, tải trực tuyến   |
| Hardwell presents Revealed Volume 4                                              | -Phát hành: 21 tháng 6 năm 2013 -Hãng thu âm: Revealed -Định dạng: CD kĩ thuật số, tải trực tuyến  |
| Hardwell presents Revealed Volume 5                                              | -Phát hành: 27 tháng 6 năm 2014 -Hãng thu âm: Revealed -Định dạng: CD kĩ thuật số, tải trực tuyến  |
| Hardwell presents Revealed Volume 6                                              | -Phát hành: 19 tháng 6 năm 2015 -Hãng thu âm: Revealed -Định dạng: CD kĩ thuật số, tải trực tuyến  |
| Hardwell presents Revealed Volume 7                                              | -Phát hành: 24 tháng 6 năm 2016 -Hãng thu âm: Revealed -Định dạng: CD kĩ thuật số, tải trực tuyến  |
| Revealed Recordings presents the Collection Vol. 1                               | -Phát hành: 12 tháng 12 năm 2011 -Hãng thu âm: Revealed -Định dạng: CD kĩ thuật số, tải trực tuyến |
| The Sound of Revealed 2012 – Mixed By Dannic & Dyro                              | -Phát hành: 7 tháng 12 năm 2012 -Hãng thu âm: Revealed -Định dạng: CD kĩ thuật số, tải trực tuyến  |
| Revealed Collection Part 1: ADE edition                                          | -Phát hành: 15 tháng 10 năm 2013 -Hãng thu âm: Revealed -Định dạng: CD kĩ thuật số, tải trực tuyến |
| Revealed Recordings Presents Miami 2014                                          | -Phát hành: 14 tháng 3 năm 2014 -Hãng thu âm: Revealed -Định dạng:Tải trực tuyến                   |
| The Sound of Revealed 2013 – Mixed By Kill The Buzz                              | -Phát hành: 06 tháng 01 năm 2014 -Hãng thu âm: Revealed -Định dạng: CD kĩ thuật số, tải trực tuyến |
| Revealed Recordings Presents 'Revealed Festival EP Vol. 1                        | -Phát hành: 06 tháng 06 năm 2014 -Hãng thu âm: Revealed -Định dạng: Tải trực tuyến                 |
| Revealed Recordings Presents 'Revealed Festival EP Vol. 2                        | -Phát hành: 14 tháng 07 năm 2014 -Hãng thu âm: Revealed -Định dạng: Tải trực tuyến                 |
| The Sound of Revealed 2014 – Mixed by Thomas Newson, Julian Calor, and Joey Dale | -Phát hành: 5 tháng 12 năm 2014 -Hãng thu âm: Revealed -Định dạng Tải trực tuyến                   |
| Revealed Recordings Presents Miami Sampler 2015                                  | -Phát hành: 20 tháng 03 năm 2015 -Hãng thu âm: Revealed -Định dạng: Tải trực tuyến                 |
| Revealed Recordings Presents ADE Sampler 2015                                    | -Phát hành: 03 tháng 10 năm 2015 -Hãng thu âm: Revealed -Định dạng: Tải trực tuyến                 |
| The Sound of Revealed 2015                                                       | -Phát hành: 25 tháng 12 năm 2015 -Hãng thu âm: Revealed -Định dạng: Tải trực tuyến                 |
| Revealed Recordings Presents Miami Sampler 2016                                  | -Phát hành: 09 tháng 03 năm 2016 -Hãng thu âm: Revealed -Định dạng: Tải trực tuyến                 |